# Navis
Navis är en ort och kommun i distriktet Innsbruck-Land i förbundslandet Tyrolen i Österrike. Kommunen ligger 19 km sydost om Tyrolens huvudstad Innsbruck.  Den har 2 054 invånare (2024) och består av tre orter (Ortschaften) (inom parentes invånarantal 1 januari 2024):
- Außerweg (1 014)
- Oberweg (671)
- Unterweg (369)